# Guerrouaou
Guerrouaou là một đô thị thuộc tỉnh Blida, Algérie. Dân số thời điểm năm 2002 là 12.043 người.